# Sekou Odinga
Pour les articles homonymes, voir Odinga.
Sekou Mgobozi Abdullah Odinga, né Nathanial Burns le 17 juin 1944 dans le Queens (New York) et mort le 12 janvier 2024, est un activiste américain de la cause nationaliste noire (black nationalism), considéré comme membre de la Black Liberation Army (BLA).
Arrêté le 23 octobre 1981 et condamné à une peine d'emprisonnement de « 25 ans à vie » (25 ans incompressible avec une éventuelle libération conditionnelle à venir) pour tentative d'homicide et d'autres délits relatifs notamment à l'évasion d'Assata Shakur et au braquage de la Brink's de 1981, il a été libéré en novembre 2014. Il était considéré par ses soutiens comme un prisonnier politique. Considérant le « peuple noir américain » comme un « peuple colonisé », lui-même refuse la qualité de « citoyen américain », se disant « citoyen de la Republic of New Afrika » et « prisonnier de guerre ». 
Odinga est notamment le père du rappeur Yaki Kadafi, assassiné deux mois après son ami Tupac Shakur.

## Militantisme des années 1960 aux années 1980
Ayant changé de nom, Sekou Mgobozi Abdullah Odinga lors de sa conversion à l'islam, afin de souligner ses origines afro-américaines, il rejoint en 1965 l'Organisation de l'Unité afro-américaine (OAAU) fondée l'année précédente par Malcolm X. Après l'assassinat de ce dernier en février 1965, l'OAAU prit progressivement une orientation contraire à celle souhaitée par Odinga, qui rejoint les Black Panthers. Il est l'un des membres fondateurs de la section du Black Panther Party (BPP) du Bronx, créée début 1968. Arrêté et incarcéré, il est l'un des Panther 21, un groupe de militants de New York arrêtés par les autorités et exclus du parti après avoir donné leur soutien aux activités du Weather Underground, un groupe anti-raciste blanc s'étant engagé dans l'action directe aux côtés du Black Power,.
Une fois libéré, Sekou Odinga voyage en Algérie pour organiser la section internationale du BPP aux côtés d'Eldridge Cleaver,,, puis aurait rejoint la Black Liberation Army (BLA), aussi appelée Black Underground, après la mort de deux Black Panthers tués le 17 janvier 1969 par la police, étant alors recherché par cette dernière qui le soupçonnait d'une fusillade avec celle-ci.

## Arrestation et prison
Il reste dans la clandestinité douze ans, avant d'être arrêté dans le Queens trois jours après avoir participé au braquage d'un fourgon de la Brink's du 20 octobre 1981 au cours duquel deux officiers de police et un agent de sécurité ont été abattus,,. Son camarade Mtayari S. Sundiata est tué par la police lors de cette arrestation.
Il fut alors torturé par la police: brûlé avec des cigarettes, il eut ses ongles arrachés et dut subir une ablation du pancréas après les coups portés et fut alimenté par intraveineuse pendant trois mois.
Odinga est alors inculpé dans l'État de New York et par un tribunal fédéral de six tentatives d'homicides, de neuf délits tombant sous le Racketeer Influenced and Corrupt Organizations Act (RICO), dont l'évasion de la militante de la BLA Assata Shakur,. L'évasion n'étant alors pas un délit au niveau fédéral, il est inculpé pour « kidnapping », le procureur fédéral considérant que la détention et le transfert d'un toit de la prison à un autre de deux gardes de prison lors de cette évasion tombait sous cette qualification.
Lors de son procès, tout comme Kuwasi Balagoon peu de temps auparavant, il se présente comme New Afrikan Freedom Fighter, et « prisonnier de guerre » luttant pour l'émancipation du « peuple noir américain », qu'il considère comme en état de guerre depuis le début de l'esclavage aux États-Unis, et dénie en ce sens toute légitimité au tribunal,.
Il est condamné à « 25 ans à vie », ainsi qu'au niveau fédéral, en 1983, à une peine de prison de 40 ans pour association de malfaiteurs. Avec Silvia Baraldini (en),, ex-militante blanche de la Students for a Democratic Society et de la May 19th Communist Organization, et Kathy Boudin (en) membre du Weather Underground, il avait en effet été inculpé par un procureur fédéral dans le cadre des enquêtes sur le braquage de la Brink's de 1981, mais sa participation à ce dernier n'a pu être prouvée. Selon son comité de soutien, le juge lui refuse lors de son procès le droit de présenter ses dossiers médicaux comme preuve de son traitement inhumain et dégradant.
Odinga est d'abord incarcéré à la prison de haute sécurité de Marion II. Il continue à militer derrière les barreaux, étant membre du New Afrikan Independence Movement (NAIM). Ce dernier milite pour la création d'une Republic of New Afrika, c'est-à-dire un territoire noir au Mississippi, Géorgie, Louisiane et Caroline du Sud.
Le 23 juillet 2009, après avoir purgé une peine de prison de 28 ans au niveau fédéral, il est transféré à la Shawangunk Correctional Facility (en), prison de haute-sécurité du comté d'Ulster (New York), pour purger la peine prononcée par l'État de New York.
Odinga a huit enfants et 18 petits-enfants. L'un de ses fils, Yafeu A. Fula, est mort en 1996 ; il était connu dans le monde du hip-hop comme Yaki Kadafi du groupe des Outlawz, et collaborait avec Tupac Shakur.
Après 33 ans de prison, Sekou Odinga a été libéré le 25 novembre 2014 (sources diverses dont Secours Rouge International),.

## Pour en savoir plus